# Акрополь (газета)
Акрополь (греч. Ακρόπολις) — греческая ежедневная газета, печатается в Афинах.Одно из старейших периодических изданий Греции. Основана в 1883 году греческим предпринимателем Власисом Гавриилидисом.

## История
Первый номер газеты вышел печати 30 октября 1883 года.  Газета представляла передовые либеральные и прогрессивные идеи. Этот выпуск «Акрополя» во многом был поворотным моментом в греческой журналистике.  Газета подверглась нападениям толпы за публикацию перевода Евангелия.
Через восемь месяцев после смерти основателя Власиса Гавриилидиса в 1921 издание газеты было прекращено. В период с 1929 по 1945 годы  выходила эпизодически. Газета продолжила печататься в 1989 году, пока печать не приостановилась из-за экономических причин на 10 лет. Очередное возрождение издания состоялось в 1998 году.